# Setup
Setup és una pel·lícula de thriller d'acció dirigida per Mike Gunther i escrita pel mateix Gunther i Mike Behrman. És protagonitzada per Curtis "50 Cent" Jackson, Bruce Willis i Ryan Phillippe. S'ha doblat al català.
Es va estrenar directament en DVD i Blu-ray el 20 de setembre de 2011 als Estats Units.
El rodatge va començar el novembre de 2010 a Grand Rapids (Michigan). És la primera pel·lícula en un acord de 200 milions de dòlars amb les productores Cheetah Vision i Hedge Fund Film Partners, de George Furla. Grindstone Entertainment Group i Lionsgate van distribuir la pel·lícula als Estats Units i al Canadà. 20th Century Fox sota el segell Chernin Entertainment va distribuir la pel·lícula a escala internacional.